# Aborto cirúrgico

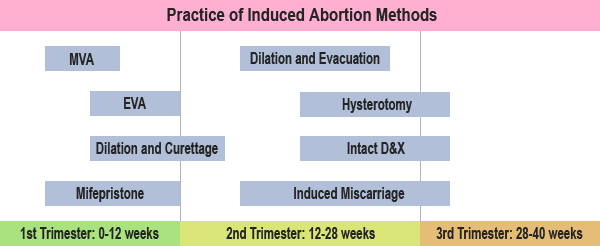
Frequência das diferentes técnicas de aborto cirúrgico segundo a idade gestacional

Denomina-se aborto cirúrgico o conjunto de técnicas cirúrgicas que têm o fim de provocar o aborto, ou seja, de terminar voluntariamente o processo gestacional. Ao final do procedimento, o embrião ou feto é descartado.
A escolha de uma ou outra técnica depende de quão avançada está a gestação ou se é necessária dilatação cervical.
Nas primeiras doze semanas, o aborto por sucção (ou vácuo) é o método mais comum. A aspiração ou sucção consiste em remover as partes do corpo do feto pelo uso de uma seringa ou pelo uso de uma pequena bomba elétrica. Este método foi demonstrado detalhadamente em ultrassom no documentário "The Silent Scream" (O Grito Silencioso), produzido pelo médico Bernard N. Nathanson, que durante os anos 1970 foi dono de uma das maiores clínicas de aborto dos EUA. O vídeo tem divulgação livre, e encontra-se disponível na Internet com dublagem em português.
A partir da décima quinta até a vigésima sexta semana de gestação o método de dilatação e evacuação (D & E) é usado, consistindo na abertura do colo do útero esvaziando-o mediante uso de instrumentos cirúrgicos e sucção.
A dilação e curetagem (D & C) é outro procedimento ginecológico utilizado, tanto para coleta de material para análise, como para investigação de sangramentos anormais e para provocar o aborto. A curetagem serve para limpar as paredes do útero com uma cureta. A Organização Mundial da Saúde (OMS) recomenda essa técnica somente quando o procedimento por sucção não pode ser realizado.
Outras técnicas devem ser usadas para induzir o aborto a partir do terceiro trimestre. O parto prematuro pode ser provocado pela prostaglandina, que pode ser conjugada com a injeção de líquido amniótico com soluções cáusticas (salinas) ou ureia.
Após a 16.ª semana de gestação, o aborto pode ser provocado pela compressão cranial intra-uterina, que requer descompressão da cabeça do feto antes da sua evacuação. O aborto por histerotomia é um procedimento similar à cesárea e é praticado sob anestesia geral por ser considerada uma cirurgia abdominal de importância.
Da 20.ª à 23.ª semanas de gestação, uma injeção é necessária para fazer parar o coração do feto.
Quando o feto está com idade gestacional avançada, de seis a nove meses, alguns países aplicam o método de "partial birth abortion" (aborto por nascimento parcial), motivo de sérias controvérsias legais.